# Castell de la Fabregada
El castell de la Fabregada és un castell del municipi de Vilanova de Meià (Noguera) inclòs en l'Inventari del Patrimoni Arquitectònic de Catalunya.
Els seus vestigis es troben al vessant meridional de la roca del Pelat, extrem al sud de la serra del Cucut, a l'indret de Fabregada. Són en una lleixa que forma la cinglera que tanca pel nord el coll de Cabesses, en una balma que hi ha sota mateix de la capella de Sant Serni. Aquesta cova natural és coneguda popularment com la cova de les monges.

## Història
La primera notícia del castell és de l'any 1094, quan Galceran Erimany manà redactar el seu testament on deixava al seu fill Pere diversos castells que tenia pel seu senyor Guerau Ponç II de Cabrera, entre altres el de la Fabregada. Aquest personatge era vicari d'Àger, un dels marmessors del testament d'Arnau Mir de Tost. L'any 1107 Valença, muller de Galceran Erimany, feu donació al seu fill Galceran dels castells de Soriana i la Fabregada, termes i pertinences en propi alou. Aquesta família deixà de posseir el castell quan, l'any 1110, Galceran va fer testament deixant-lo Santa Maria de la Seu d'Urgell i a Santa Maria de Solsona.
No se sap com, el castell de la Fabregada passà a mans de la família Cervera, senyora de Meià. L'any 1113, Dolça de Cervera donà al seu fill Pere d'Ayerbe tots els castells del seu patrimoni entre els quals la vila i el castell de la Fabregada. El 1312, Pere d'Ayerbe el permutà al rei Jaume II el Just que, el 1314, l'empenyorà als marmessors del comte Ermengol X d'Urgell, essent el feudatari reial Guerau d'Orenga. Aquest vengué el feu i la castlania a Arnau de Viure, segons es confirmà l'any 1319.

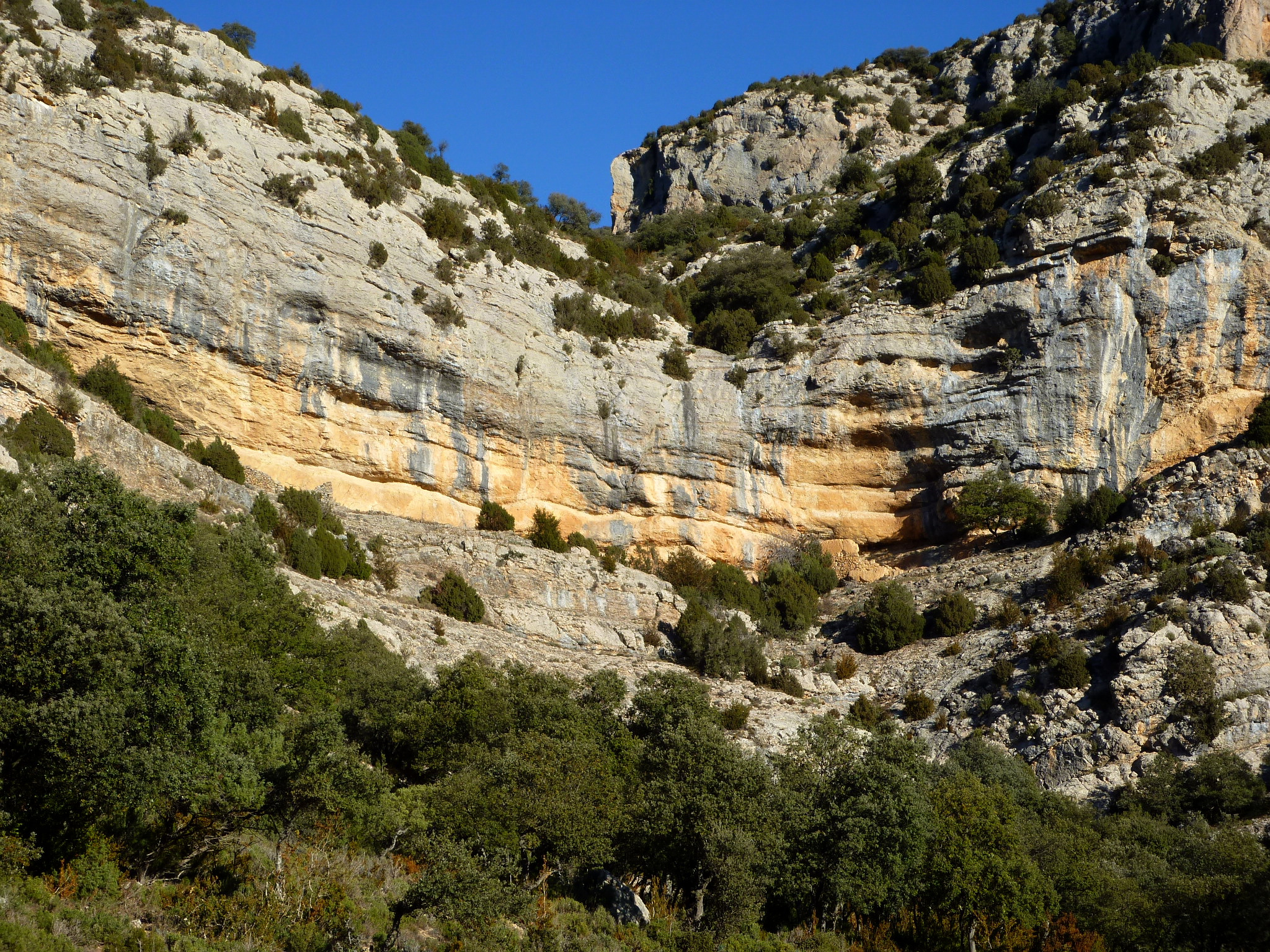
Al centre la balma rogenca de la Cova de les Monges que acull les restes del castell (2016)

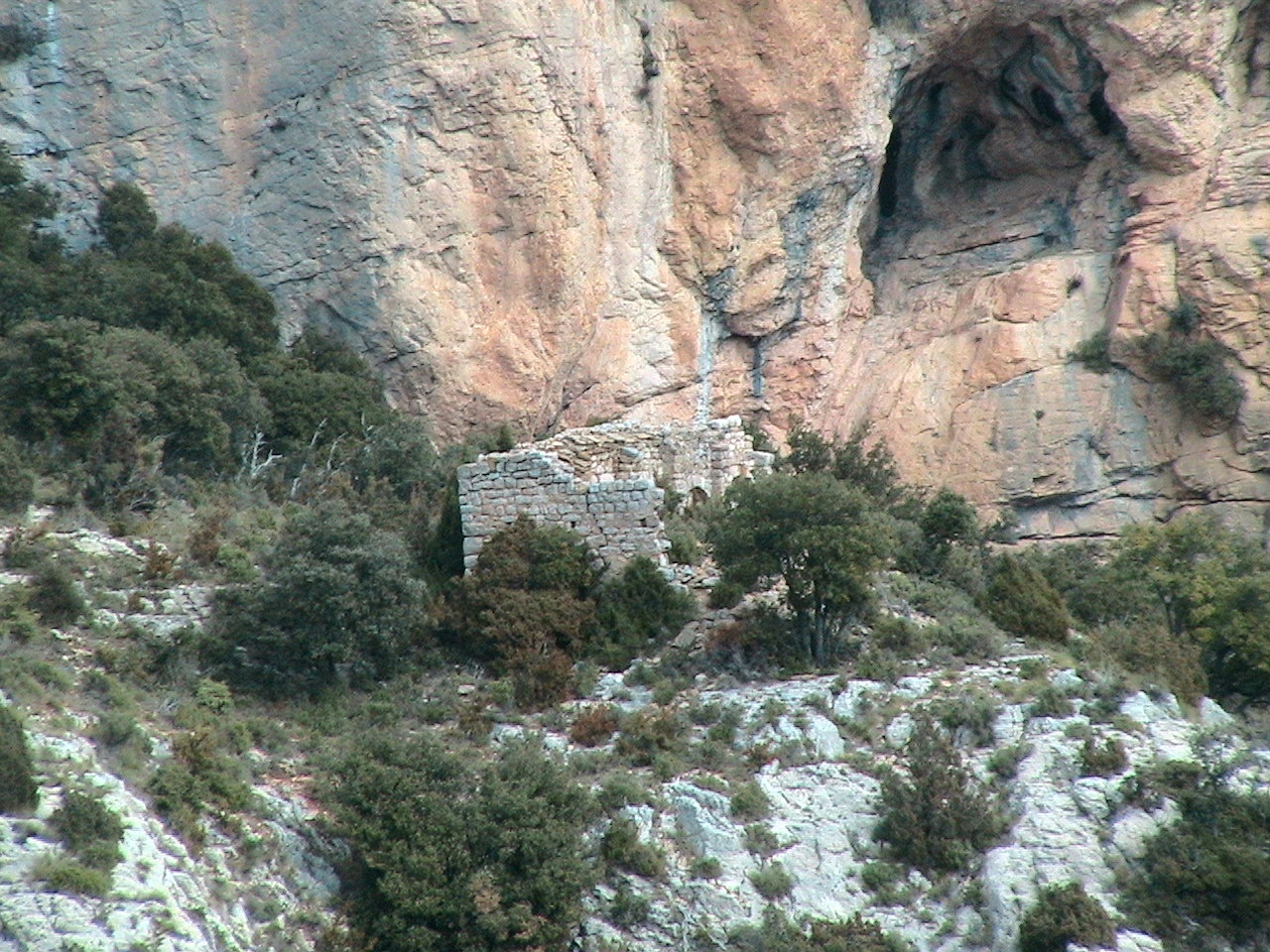
Sant Serni de la Fabregada, damunt de la balma que acull el castell (2009)

El castell fou separat i retornat a la corona diverses vegades. Alfons el Benigne el donà al seu fill Ferran, marquès de Camarasa. El 1374, Pere III reincorporà el marquesat a la corona. El 1374, Pere III de Catalunya-Aragó el permutà a Pere II, comte d'Urgell, revocant-ho per l'oposició dels seus vassalls. El 1386, Pere III torna a erigir el marquesat de Camarasa per l'infant Martí el castell de la Fabregada és novament separat de la corona i segueix les vicissituds del marquesat de Camarasa.
L'any 1424 Alfons IV vengué al capítol de la Seu d'Urgell diversos llocs entre els quals la Fabregada, amb tota la jurisdicció. Sembla que aquesta situació només varià durant la guerra civil entre el rei Joan II i la Generalitat, ja que el monarca, l'any 1462, donà possessió dels esmentats llocs i les seves castlanies a Juan de Luna però després del conflicte armat degueren retornar al capítol de la Seu. Sembla que el lloc es despoblà aviat i fou annexat al terme de Vilanova de Meià, que també era propietat del capítol.
El segle xvii Roig i Jalpí escrivia: «en el termino de Fabregada hay un castillo pequeño muy derruydo».

## Arquitectura
Es tracta d'un castell troglodític que aprofita una gran balma d'un penya-segat. A quatre indrets d'aquest esvoranc es poden veure restes del parament dels murs del castell. El fragment d'aparell més gran és el que es veu a primera vista tot pujant, al centre mateix de l'avenc; en aquest indret hi ha un pany de mur, amb una alçada de poc més de 2 m i uns 5 m de llarg. És fet amb carreus de mida mitjana arrenglerats en filades. Les altres parets del castell es troben dins l'esvoranc.
Aquesta construcció és comparable als castell d'Oroners i de la Clua i datable al segle xi.